# Carlos Ferrer
Carlos Ferrer Hombravella (Buenos Aires, 1 de agosto de 1918 - Barcelona, 14 de octubre de 1989) fue un futbolista argentino que jugaba de defensor y su primer club fue River Plate.

## Carrera
Comenzó su carrera en 1930, jugando para River Plate hasta 1932. En 1933 se incorporó a Talleres de Remedios de Escalada, equipo en el que permaneció hasta 1934, cuando pasó a El Porvenir hasta 1936. En 1937 se fue a Ferro Carril Oeste hasta 1939, año en el que viajó a España para formar parte de las filas del RCD Espanyol, donde jugó hasta 1940. En 1941 se fue a Uruguay para formar parte de las filas del Liverpool FC, junto a su compatriota José Navarro. Jugó para ese club hasta 1942, cuando regresó a Argentina, donde formó parte de las filas del Banfield, hasta 1945, cuando se retiró definitivamente del fútbol.

## Clubes
| Club               | País      | Año       |
| ------------------ | --------- | --------- |
| River Plate        | Argentina | 1930-1932 |
| Talleres (RE)      | Argentina | 1933-1934 |
| El Porvenir        | Argentina | 1934-1936 |
| Ferro Carril Oeste | Argentina | 1937-1939 |
| RCD Espanyol       | España    | 1939-1940 |
| Liverpool FC       | Uruguay   | 1941-1942 |
| Banfield           | Argentina | 1942-1945 |